# 巴丹號航空母艦
巴丹號航空母艦（CVL-29）是一艘隸屬於美國海軍的航空母艦，為獨立級航空母艦的八號艦。她是美軍第一艘以巴丹為名的軍艦，紀念美軍在太平洋戰爭早段落敗投降的巴丹半島戰役。
巴丹號的建造合約在1940年12月16日批出，原建為克利夫蘭級輕巡洋艦的三十號艦，艦名為水牛城；由於美軍航空母艦短缺，故將九艘建造中的克利夫蘭級改裝為航空母艦。1942年6月2日，巴丹號的合約更改為建造航空母艦，並更改舷號（由CL-99改為CV-29）及艦名，於8月31日在紐約造船廠開始建造。1943年7月15日，巴丹號與其他改裝航空母艦重編為輕型航空母艦，舷號改為CVL-29。8月1日巴丹號下水，並在11月17日服役。
稍後巴丹號加入太平洋戰爭，參與多場戰役。戰後巴丹號參與魔毯行動（Operation Magic Carpet），運載美軍返國，於1947年2月11日退役封存。1950年5月13日，巴丹號重返現役，並用作試驗性的反潛航母。一個月後韓戰爆發，美軍在西太平洋的航空母艦短缺，巴丹號隨即改變用途為攻擊航母，前往西太平洋，並先後作三次韓戰巡航。
韓戰後巴丹號隨即預備退役，並在1954年4月9日正式退役。封存數年後，巴丹號先於1959年5月15日改編為飛機運輸艦，舷號改為AVT-4，再於9月1日除籍，最後於1961年5月出售拆解。
巴丹號在二戰及韓戰分別獲得六顆及七顆戰鬥之星。